# Овчинников, Владимир Олегович
Владимир Олегович Овчинников (род. 2 августа 1970 года, Волгоград) — советский и российский легкоатлет и тренер, специализирующийся в метании копья. Чемпион мира среди юниоров 1988 года, участник трёх Олимпиад (1988, 1996, 2000). Чемпион России 1995 года. Мастер спорта СССР международного класса. Заслуженный тренер России (2014).

## Биография
Владимир Олегович Овчинников родился 2 августа 1970 года в Волгограде. С 1977 по 1986 год учился в школе № 88 в Спартановке. В школе начал заниматься лёгкой атлетикой. В 1986 году выиграл первенство СССР среди юношей, а в 1987 году установил рекорд СССР среди юношей. Наивысших результатов добился под руководством тренера Николая Каратаева. В 1995 году окончил Волгоградский государственный институт физической культуры. Женат, воспитывает троих сыновей — Сергея (род. 1992), Павла (род. 1998) и Максима (род. 2007).
Завершил спортивную карьеру из-за череды травм. Некоторое время работал телохранителем, затем стал тренером.
В настоящее время работает тренером в СДЮСШОР № 10, СДЮСШОР № 5 и ЦСП АВС г. Волгограда, где занимается подготовкой легкоатлетов-сурдлимпийцев по метанию диска, копья и толканию ядра. Старший тренер сборной команды России по метанию (спорт глухих).
Среди его воспитанников:
- Дмитрий Калмыков — трёхкратный чемпион Сурдлимпийских игр (2013, 2017), многократный чемпион мира, Европы и России в толкании ядра и метании диска (спорт глухих)[10][11],
- Валерий Синилкин — многократный призёр чемпионатов России в толкании ядра (спорт глухих)[12], и другие спортсмены[13].

## Личные результаты

### Международные
| Год    | Соревнования                   | Место проведения        | Место | Результат |
| СССР   | СССР                           | СССР                    | СССР  | СССР      |
| ------ | ------------------------------ | ----------------------- | ----- | --------- |
| 1988   | Чемпионат мира среди юниоров   | Грейтер-Садбери, Канада | 1     | 77,08 м   |
| 1988   | Олимпийские игры               | Сеул, Республика Корея  | 7     | 79,12 м   |
| 1989   | Чемпионат Европы среди юниоров | Вараждин, Югославия     | 1     | 76,96 м   |
| 1990   | Чемпионат Европы               | Сплит, Югославия        | 6     | 81,78 м   |
| 1991   | Универсиада                    | Шеффилд, Великобритания | 2     | 80,60 м   |
| Россия |                                |                         |       |           |
| 1993   | Чемпионат мира                 | Штутгарт, Германия      | 13    | 77,98 м   |
| 1995   | Чемпионат мира                 | Гётеборг, Швеция        | 14    | 78,28 м   |
| 1995   | Финал Гран-при IAAF            | Монте-Карло, Монако     | 6     | 82,68 м   |
| 1996   | Олимпийские игры               | Атланта, США            | 16    | 78,20 м   |
| 2000   | Олимпийские игры               | Сидней, Австралия       | 14    | 82,10 м   |

### Национальные
| Год  | Соревнования     | Место проведения | Место | Результат |
| ---- | ---------------- | ---------------- | ----- | --------- |
| 1993 | Чемпионат России | Москва           | 2     | 81,28 м   |
| 1994 | Чемпионат России | Санкт-Петербург  | 3     | 79,36 м   |
| 1995 | Чемпионат России | Москва           | 1     | 82,16 м   |
| 1996 | Чемпионат России | Санкт-Петербург  | 2     | 80,24 м   |
| 1997 | Чемпионат России | Адлер            | 2     | 77,60 м   |
| 1998 | Чемпионат России | Москва           | 3     | 74,64 м   |
| 1999 | Чемпионат России | Тула             | 2     | 74,09 м   |
| 2000 | Чемпионат России | Тула             | 2     | 82,60 м   |

## Награды и звания
- Лучший тренер Волгоградской области 2013 года по адаптивным видам спорта[14].
- Почётное звание «Заслуженный тренер России» (2014)[15].